# Папская Церковная академия
Папская Церковная академия (итал. Pontificia Accademia Ecclesiastica; лат. Pontificia Ecclesiastica Academia) — одно из высших учебных заведений Римско-католической церкви в Риме. Академия осуществляет подготовку священнослужителей для работы в дипломатическом корпусе и Государственном секретариате Святого Престола.

## История
Академия основана в Риме в 1701 году аббатом Пьетро Гараньи по совету блаженного Себастьяна Вальфре. Первоначально называлась «Академия церковной знати» (итал. Accademia dei Nobili Ecclesiastici). В начале своей деятельности академия располагалось во дворце Габриэлли на Монте-Джордано, теперь на палаццо Таверна. С самого начала Академия действовала при поддержке и одобрении папы Климента XI и через 20 лет после своего основания имела более 150 выпускников.
Управление Академией было возложено на начальника. Начальник академии не мог быть младше 30 лет.
В 1703 году Папа Климент XI решил взять академию под своё непосредственное покровительство и постановил, чтобы академии был передан дворец Готтофреди на пьяцца Венеция. Затем, 2 июня 1706 года, Академия переехала во дворец Североли на пьяцца делла Минерва, где её штаб-квартиры находится и сегодня.
После смерти Климента XI и кардинала-покровителя академии она была в очень сложной экономической ситуации. Более того, отцы миссии, которым было предписано управление академией, покинули свой пост в 1739 году.
Кардинал Карло делла Торе Реццонико, который был студентом Академии, стал папой под именем Климента XIII и решил временно прекратить деятельность академии. В течение 11 лет, когда Академия была закрыта, администраторы завладели её имуществом. Помещения академии сдавались в аренду. Академия была сокращена до минимума.
На конклаве 1775 года встал вопрос о возобновлении деятельности академии. Сразу же после избрания Папы Пия VI академии была открыта (в ноябре того же года) и был назначен Президент Паоло Антонио Паоли, генеральный прокурор конгрегации Богоматери в Кампителли. В следующем году Папа пожелал лично посетить Академию. Кроме того, во время своего понтификата Пий VI приказал одному из студентов Академии выступить с речью в присутствии Святейшего Отца на празднике Кафедры Святого Петра.
Понтификат Пия VI благоприятно отразился на экономическом положении Академии. Святой Антоний был объявлен покровителем Академии. В марте 1778 года папа во второй раз посетил Академию. В этот период студентом академии был Аннибале, граф делла Дженга, который в 1823 году был избран Папой под именем Льва XII.
После революции 1798 года Академия была в течение пяти лет была закрыта. Затем в 1803 году была вновь открыта по решению папы Пия VII в качестве церковного учреждения с регулярными курсами по теологии и праву. Академии дано право представлять каждый год двух студентов в университет Ла Сапиенца на соискание ученой степени в области богословия и права.
Будучи обеспокоен плохой работой Академии, с начала своего понтификата Пий IX создал специальную комиссию кардиналов, которая поручила задание принять необходимые меры, чтобы вернуть Академию на правильный путь. Кардиналы решили закрыть Академию на неопределенное время. Все ученики были отчислены в конце 1847 учебного года. В помещениях академии в результате народных волнений в 1848—1849 годов разместилось Военное и Морское министерство Римской Республики, а некоторые из её владений были конфискованы французскими войсками.
В 1850 году Академия наконец смогла возобновить свою деятельность, получить новый внешний вид и более конкретные цели. Пий IX поручил Академии осуществлять подготовку молодых священников к дипломатической службе Святого Престола или для службы в Курии. Студенты были обязаны получить степени в области богословия или права и должны были пройти трехлетний курс дипломатии и иностранных языков.
В 1878 году папой был избран другой бывший студент Академии, кардинал Винченцо Джоакино Рафаэль Луиджи Печчи, принявший имя Льва XIII. Он способствовал ещё более серьёзной интеллектуальной подготовке студентов путём введения публичной защиты диссертаций.
В первые десятилетия XX века и особенно во время руководства Академией монсеньором Рафаэлем Мерри дель Валь в академии обучались перешедшие в католицизм англичане, которые готовились к священству.
На Конклаве 1914 года Папой был избран кардинал Джакомо, маркиз делла Кьеза, принявший имя Бенедикта XV, который был студентом академии, а затем и работал в ней профессором дипломатического стиля.
Новый импульс развитию академии дали Папы Пий XI и Пий XII. Во-первых, было установлено, что покровителем академии стал государственный секретарь Святого Престола и Академии было присвоено современное название. Во-вторых, в 1945 году были выпущены новые правила Академии, которые по-прежнему в силе.

## Учебный процесс
Зачисление в Академию происходит по рекомендации епархиального епископа. Кандидаты на зачисление должны быть священниками и иметь образование в области теологии или канонического права, быть не старше 35 лет, владеть не менее чем двумя иностранными языками.
Учебный процесс состоит из двух частей:
1. Студенты должны пройти обучение в одном из Папских университетов Рима и получить степень в области канонического права.
2. Студенты должны в течение двух лет пройти обучение в стенах Академии. В составе курса следующие дисциплины:
  1. История папской дипломатии
  2. Дипломатический стиль и документация
  3. Международное и дипломатическое право
  4. Церковная дипломатия
  5. Церковные и политические международные организации
  6. Социальная доктрина Церкви
  7. Церковное право православных государств
  8. Французский, испанский, итальянский, английский языки
  9. Латынь

## Президенты Папской Церковной Академии
- епископ Matteo Gennaro Sibilia † (1701 — 1704, в отставке);
- епископ Francesco Giordanini † (1704–1720);
- епископ Pellegrino De Negri † (1721–1728);
- епископ Tommaso Giannini † (1729–1739);
- епископ Girolamo Formaliani † (1739–1742);
- епископ Angelo Granelli † (1742–1744);
- епископ Pier Matteo Onorati † (1744–1762);
- архиепископ Innocenzo Gorgoni, O.S.B. † (1763 — 1764, в отставке);

...
- епископ Paolo Antonio Paoli † (1775–1798);
- епископ Vincenzo Brenciaglia † (1802–1814);
- архиепископ Giovanni Giacomo Sinibaldi † (1814 — 2 сентября 1843, до смерти);
- епископ Giovanni Battista Rosani, Sch. P. † (22 января 1844 — 1847, в отставке);
- епископ Giuseppe Cardoni † (1850  — 7 апреля 1873, до смерти);
- епископ Venanzio Mobili † (апрель 1873 — 22 августа 1875, до смерти);
- епископ Odoardo Agnelli † (сентябрь 1875 — 24 сентября 1878, до смерти);
- епископ Плачидо Мария Скьяффино, O.S.B.Oliv. † (2 ноября 1878 — 18 ноября 1884 — назначен секретарём Священной Конгрегации по делам консультирования монашествующих);
- архиепископ Доменико Феррата † (1884 — 14 апреля 1885 — назначен апостольским нунцием в Бельгии);
- епископ Луиджи Сепьяччи † (13 апреля 1885 — 2 июля 1886 — назначен секретарём Священной Конгрегации по делам епископов и монашествующих);
- архиепископ Франческо Сатолли † (1 июня 1888 — 1891 — назначен официалом Римской курии);
- архиепископ Августо Гвиди † (1892 — 1894, в отставке);
- архиепископ Филиппо Кастракане дельи Антельминелли † (18 июня 1894 — 1898, в отставке);
- архиепископ Рафаэль Мерри дель Валь-и-Сулуэта † (21 октября 1899 — 4 августа 1903 — назначен про-государственным секретарём Святого Престола);
- архиепископ Франческо Согаро † (1903 — 6 февраля 1912, до смерти);
- архиепископ Джованни Мария Дзонги † (5 декабря 1914 — 8 августа 1941, до смерти);
- епископ Паоло Савино † (1941 — 27 апреля 1959 — назначен вспомогательным епископом Неаполя);
- архиепископ Джакомо Теста † (1959 — 29 сентября 1962, до смерти);
- архиепископ Джино Паро † (31 августа 1962 — 5 мая 1969 — назначен апостольским нунцием в Австралии и Папуа — Новой Гвинее);
- архиепископ Сальваторе Паппалардо † (7 мая 1969 — 17 октября 1970 — назначен архиепископом Палермо);
- архиепископ Феличе Пироцци † (17 октября 1970 — 25 июля 1975, до смерти);
- архиепископ Чезаре Дзакки † (1 июня 1975 — 8 июня 1985, в отставке);
- архиепископ Джастин Фрэнсис Ригали (8 июня 1985 — 21 декабря 1989 — назначен секретарём Конгрегации по делам епископов);
- архиепископ Карл Йозеф Раубер (22 января 1990 — 16 марта 1993 — назначен апостольским нунцием в Швейцарии и Лихтенштейне);
- архиепископ Габриэль Монтальво Игера † (29 апреля 1993 — 7 декабря 1998 — назначен апостольским нунцием в США);
- архиепископ Георг Цур † (7 декабря 1998 — 29 января 2000 — назначен апостольским нунцием в России);
- архиепископ Хусто Мульор Гарсия † (11 февраля 2000 — 13 октября 2007, в отставке);
- архиепископ Беньямино Стелла (13 октября 2007 — 21 сентября 2013 — назначен префектом Конгрегации по делам духовенства);
- архиепископ Джампьеро Глодер (21 сентября 2013 — 11 октября 2019 — назначен апостольским нунцием на Кубе);
- архиепископ Джозеф Сальвадор Марино (11 октября 2019 — 25 января 2023, в отставке).
- архиепископ Сальваторе Пеннаккьо (25 января 2023 — по настоящее время).